# Kill City
Kill City è un album in studio collaborativo del cantante Iggy Pop e del musicista James Williamson, entrambi ex membri del gruppo The Stooges. Il disco è stato pubblicato nel 1977.

## Tracce
Tutte le tracce sono state scritte da Iggy Pop e James Williamson, eccetto dove indicato.

Side 1
1. Kill City – 2:20
2. Sell Your Love – 3:36
3. Beyond the Law – 3:00
4. I Got Nothin' – 3:23
5. Johanna – 3:03
6. Night Theme – 1:20

Side 2
1. Night Theme (Reprise) – 1:04
2. Consolation Prizes – 3:17
3. No Sense of Crime – 3:42
4. Lucky Monkeys – 3:37
5. Master Charge – 4:33

## Formazione
- Iggy Pop – vocals
- James Williamson – chitarra
- Scott "Troy" Thurston – tastiera, basso (tracce 1, 3, 5, 6), cori, effetti, armonica
- Brian Glascock – batteria, percussioni, cori
- Steve Tranio – basso (2, 4, 9)
- Tony "Fox" Sales – cori, basso (10, 11)
- Hunt Sales – cori, batteria (10, 11)
- John "The Rookie" Harden – sassofono
- Gayna – cori (6)